# Weißkehl-Buschratte
Die Weißkehl-Buschratte (Neotoma albigula) ist ein Nagetier in der Unterfamilie der Neuweltmäuse, das im Westen Nordamerikas vorkommt.

## Merkmale
Mit einer durchschnittlichen Gesamtlänge von 32,8 cm, inklusive eines etwa 15,2 cm langen Schwanzes ist die Art eine mittelgroße Amerikanische Buschratte. Weibchen sind mit einem durchschnittlichen Gewicht von 188 g leichter als Männchen, die durchschnittlich 224 g wiegen. Der Mittelwert für die Länge der Hinterfüße und Ohren beträgt 3,4 bzw. 3,0 cm. Wie der deutsche Name andeutet besitzt die Art ein Fell mit vollständig weißen Haaren auf der Kehle. Die Oberseite ist mit kurzem, weichen Fell bedeckt, das braun mit schwarzen Schattierungen ist. Der Schwanz ist deutlich in eine braune Oberseite und eine weißliche Unterseite aufgeteilt. Auf dem Schwanz kommen lange Haare vor, die jedoch nicht buschig wirken.
In Gebieten mit Lavafeldern leben melanistische Exemplare, die bis auf den weißen Kehlfleck schwarz sind. Verschiedene Exemplare dieser Populationen können auch weiße Zeichnungen an den Innenseiten der Beine und in der Leistenregion besitzen.

## Verbreitung
Die Weißkehl-Buschratte kommt von den US-amerikanischen Bundesstaaten Utah und Colorado bis zum Bundesstaat Sinaloa in Mexiko vor. Sie erreicht nur die nördlichsten Bereiche der Halbinsel Niederkalifornien und ist auf einzelnen Inseln im Golf von Kalifornien zu finden, z. B. Isla Tiburón. Die Art lebt im Flachland und im Gebirge bis 2.500 Meter Höhe. Als Habitat dienen vegetationsarme, felsige Bereiche im Gebirge, Halbwüsten, trockene Gebüschflächen, Gebiete mit Kakteen sowie offene Baumbestände mit Pinyon-Kiefern und Wacholder.

## Lebensweise
Dieses Nagetier ist vorwiegend nachtaktiv. Gelegentlich ist es am Tage im Bereich des Nestes beschäftigt. Der Bau besteht aus einem Geflecht aus Zweigen, Blättern und Teilen von Kakteen. Die Weißkehl-Buschratte benutzt wie andere Gattungsmitglieder diverse andere Objekt, wie Knochen, Holzkohle, Patronenhülsen oder Kronkorken zur Erweiterung des Baus. Darin befindet sich eine Schlafkammer von 15 bis 25 cm Durchmesser, die mit Gras gepolstert wird. Außerdem benutzt die Art Felsspalten, Höhlen und verlassene Gebäude als Unterschlupf.
Ein Buschrattennest dient vielen anderen Tieren als Versteck. Zu diesen zählen unter anderem Geckos, der Zebraschwanzleguan, der Gemeine Seitenfleckleguan, Laubfrösche, Spitzmäuse, Opossums, Streifenskunks andere Nagetiere wie Weißfußmäuse und Feldmäuse sowie Baumwollschwanzkaninchen und diverse Wirbellose.
Die Weißkehl-Buschratte bevorzugt Opuntien als Nahrung, mit denen sie am besten ihren Flüssigkeitsbedarf deckt. Weiterhin frisst sie grüne Blätter von Büschen, Gras, Wacholderbeeren oder Palmlilien. Mit Ausnahme der Paarung und der Aufzucht der Nachkommen lebt jedes Exemplar für sich. Die Reviere überlappen sich meist, wobei der Bereich direkt am Nest gegen Artgenossen verteidigt wird. Weißkehl-Buschratten warnen sich gegenseitig vor Feinden, wie Schlangen und der Gila-Krustenechse, indem sie mit den Füßen auf dem Boden trommeln. Andere Echsen und Schildkröten wurden bei Experimenten ignoriert.
Im südlichen Teil des Verbreitungsgebiets kann die Fortpflanzung zu allen Jahreszeiten erfolgen, während sie in Kalifornien zwischen Januar und Juli liegt. Je nach Studie liegt die Dauer der Trächtigkeit bei etwa 30 bzw. 37 Tagen. Ein Wurf besteht meist aus Zwillingen, die bei Geburt durchschnittlich 10,9 g wiegen, und kann bis zu drei Nachkommen enthalten. Nach 17 bis 55 Tagen beginnen die Jungtiere mit fester Nahrung. Die Geschlechtsreife tritt allgemein nach 300 Tagen ein, obwohl einzelne Individuen schon nach 80 Tagen geschlechtsreif sind. Die Lebenserwartung ist bei Männchen vermutlich höher, da Weibchen durch die Geburt der Nachkommen stark gestresst sind.

## Gefährdung
Für den Gesamtbestand liegen keine Bedrohungen vor. Isolierte Populationen auf Inseln sind empfindlich für Veränderungen. Die IUCN listet die Weißkehl-Buschratte als nicht gefährdet (Least Concern).